# 가경 (청)
가경(嘉慶, 1796년 ~ 1820년)은 청나라 인종(仁宗) 가경제(嘉慶帝)의 연호이다. 25년 가량 사용하였다. ‘가’(嘉) 자는 가경제가 아버지 건륭제 때 받았던 작위인 ‘가친왕’(嘉親王)에서 비롯되었다. 원년인 1796년부터 4년 째인 1799년까지는 아버지인 태상황 건륭제가 섭정을 하여 가경제는 허수아비 황제로 지냈다. 이 시기부터 강건성세는 끝나고 청나라는 급속도로 쇠약해지기 시작하였고 곳곳에서 종교를 위시로 한 민란이 일어났다. 

## 개원
- 건륭(乾隆) 60년 9월 3일[1](그레고리력 1795년 10월 15일)에 연호를 가경(嘉慶)으로 정하고, 다음 해 1월 1일[2](그레고리력 1796년 2월 9일)에 개원함.[3][4][5]

- 가경(嘉慶) 25년 8월 27일[6](그레고리력 1820년 10월 3일)에 연호를 도광(道光)으로 정하고, 다음 해 1월 1일[7](그레고리력 1821년 2월 3일)에 개원함.[8][9][5]

## 연대 대조표
| 가경 | 서기(西紀) | 간지(干支) |
| 원년 | 1796년     | 병진(丙辰) |
| 2년  | 1797년     | 정사(丁巳) |
| 3년  | 1798년     | 무오(戊午) |
| 4년  | 1799년     | 기미(己未) |
| 5년  | 1800년     | 경신(庚申) |
| 6년  | 1801년     | 신유(辛酉) |
| 7년  | 1802년     | 임술(壬戌) |
| 8년  | 1803년     | 계해(癸亥) |
| 9년  | 1804년     | 갑자(甲子) |
| 10년 | 1805년     | 을축(乙丑) |
| 가경 | 서기(西紀) | 간지(干支) |
| 11년 | 1806년     | 병인(丙寅) |
| 12년 | 1807년     | 정묘(丁卯) |
| 13년 | 1808년     | 무진(戊辰) |
| 14년 | 1809년     | 기사(己巳) |
| 15년 | 1810년     | 경오(庚午) |
| 16년 | 1811년     | 신미(辛未) |
| 17년 | 1812년     | 임신(壬申) |
| 18년 | 1813년     | 계유(癸酉) |
| 19년 | 1814년     | 갑술(甲戌) |
| 20년 | 1815년     | 을해(乙亥) |
| 가경 | 서기(西紀) | 간지(干支) |
| 21년 | 1816년     | 병자(丙子) |
| 22년 | 1817년     | 정축(丁丑) |
| 23년 | 1818년     | 무인(戊寅) |
| 24년 | 1819년     | 기묘(己卯) |
| 25년 | 1820년     | 경진(庚辰) |

## 동시대 연호

### 중국
중국(기타)
- 왕대숙(王大叔) 대경(大慶) (1797년)
- 여수(黎樹) 만리(萬利) (1797년)
- 채견(蔡牽) 광명(光明) (1805년 ~ 1809년)
- 이문성(李文成) 순천(順天) (1813년)
- 주모리(朱毛俚) 안조(晏朝) (1814년)

### 베트남
떠이선 왕조(西山朝)
- 까인틴(景盛) (1793년 ~ 1801년)
- 바오흥(寶興) (1801년 ~ 1802년)

응우옌 왕조(阮朝)
- 자롱(嘉隆) (1802년 ~ 1819년)
- 민망(明命) (1820년 ~ 1840년)

### 일본
- 간세이(寬政) (1789년 ~ 1801년)
- 교와(享和) (1801년 ~ 1804년)
- 분카(文化) (1804년 ~ 1818년)
- 분세이(文政) (1818년 ~ 1830년)

### 란방공화국
- 난방(蘭芳) (1777년 ~ 1884년)

## 같이 보기
- 다른 왕조의 같은 연호
  - 일본(日本) 가케이(嘉慶, 1387년 ~ 1389년)

- 중국의 연호 목록